# Alexandru Szabo (politician)
Alexandru Szabo (n. 14 noiembrie 1930, Beclean, Brașov—d. ?) a fost un demnitar comunist român de origine maghiară, membru de partid din octombrie 1956.

## Biografie

### Studii
- Liceul de băieți nr. 1 cu predare în limba maghiară din Blaj (1941–1948)
- Facultatea de Filosofie, Universitatea „Babeș-Bolyai“ Cluj (1950–1954)
- Doctorat la Academia de Științe Social- Politice „Ștefan Gheorghiu“

### Activitatea
A fost redactor-șef de rubricã la revista „Korunk” (din decembrie 1958) și lector la Catedra de istoria filozofiei și logică din Universitatea „Babeș-Bolyai” Cluj (din 1959); șeful Comisiei artã și culturã (mai 1966–ian. 1968) și al Secției propagandã (ian. 1968–apr. 1971) a Comitetului regional de partid Cluj; adjunct al șefului Secției Propagandă a C.C. al P.C.R. (aprilie 1971–22 decembrie 1989).